# Gens Apronia
La gens Apronia era una gens romana di origine plebea, presente durante la Repubblica e il primo secolo dell'Impero.

## Itria nominausati dalla gens
I praenomina utilizzati dalla gens furono Gaius, Quintus e Lucius mentre l'unico cognomen usato fu Caesianus.

## Membri illustri della gens

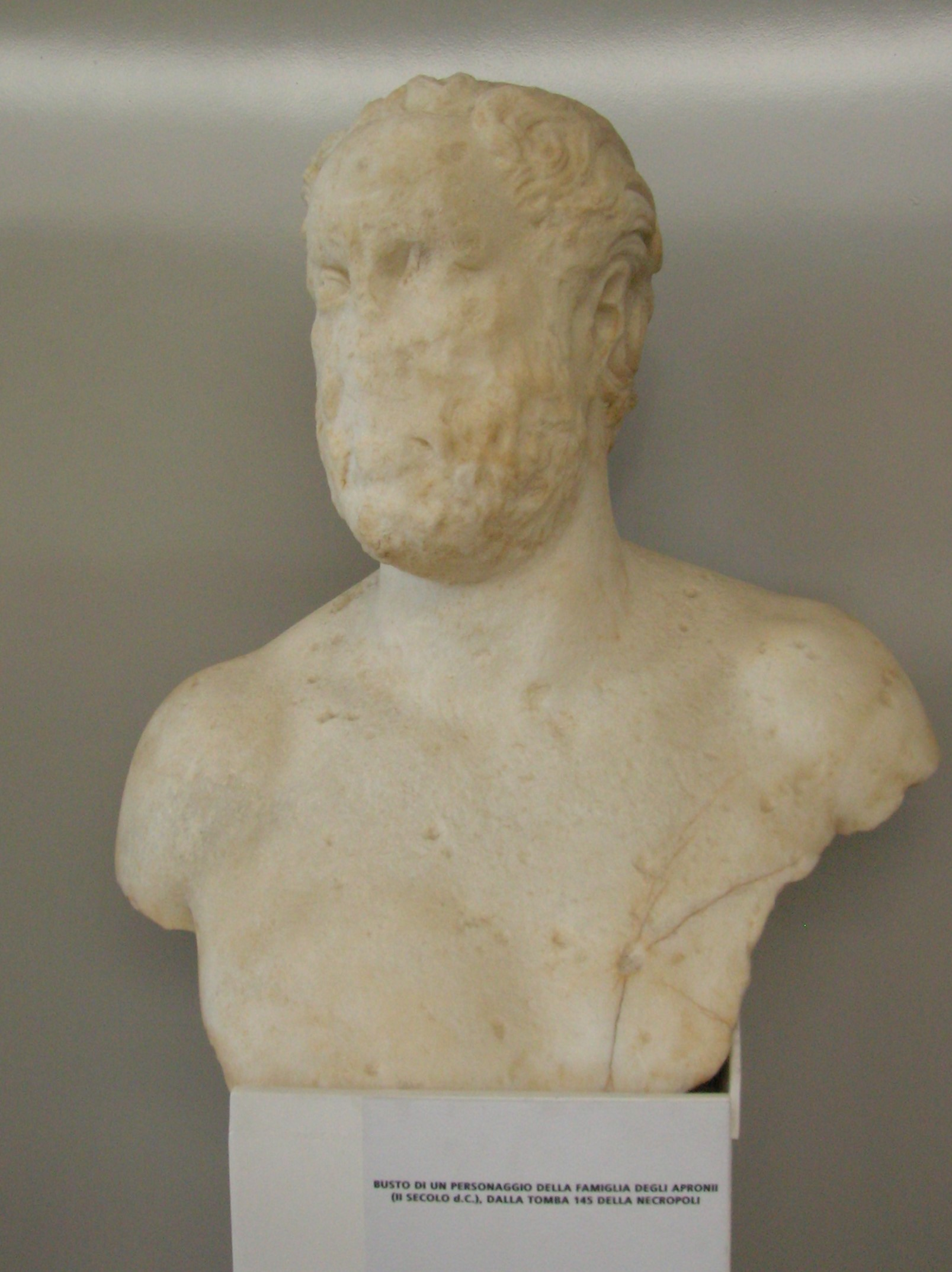
Busto di personaggio attribuito alla famiglia degli Apronii, proveniente dalla Necropoli occidentale di Albintimilium e conservato nell'Antiquarium (Ventimiglia).

- Gaio Apronio (Gaius Apronius): vissuto nel V secolo a.C., fu eletto tribuno della plebe dopo l'abolizione del decemvirato nel 449 a.C.;
- Quinto Apronio (Quintus Apronius): vissuto nel I secolo a.C., fu il capo dei decumani in Sicilia durante il governo di Verre (73-71 a.C.), che fu bersaglio di insulti di Cicerone per la sua rapacità, per le sue perversioni sessuali e la sua malvagità;
- Lucio Apronio (Lucius Apronius): vissuto nel I secolo d.C., fu console suffectus nell'8 e poi proconsole d'Africa Proconsolare e propretore di Germania Inferiore, dove non riuscì a soffocare una rivolta dei Frisoni;
- Apronia (Apronia L. f.): vissuta nel I secolo d.C., uccisa da suo marito, Marco Plauzio Silvano, pretore nel 24;
- Apronia Cesia o Cesiana (Apronia Caesia/Caesiana L. f.): vissuta nel I secolo d.C., moglie di Gneo Cornelio Lentulo Getulico, console nel 26;
- Lucio Apronio Cesiano (Lucius Apronius L. f. Caesianus): vissuto nel I secolo d.C., console nel 39.